# سام رايلاي
سام رايلاي (بالإنجليزية: Sam Riley)‏ (ولد في غرب يوركشير، 8 جانفي 1980) مغن وممثل أنجليزي.

## حياته
ولد سام في مدينة مانستون التابعة لمقاطعة غرب يوركشير

## من أفلامه
- فيلم سيطرة سنة 2007
- كبرياء وتحامل ووحوش الزومبي 2016

## روابط خارجية
- سام رايلاي على موقع IMDb (الإنجليزية)
- سام رايلاي على موقع روتن توميتوز (الإنجليزية)
- سام رايلاي على موقع مونزينجر (الألمانية)
- سام رايلاي على موقع ألو سيني (الفرنسية)
- سام رايلاي على موقع ميوزك برينز (الإنجليزية)
- سام رايلاي على موقع أول موفي (الإنجليزية)
- سام رايلاي على موقع قاعدة بيانات الأفلام السويدية (السويدية)
- سام رايلاي على موقع إن إن دي بي (الإنجليزية)
- سام رايلاي على موقع ديسكوغز (الإنجليزية)
- سام رايلاي على موقع قاعدة بيانات الفيلم (الإنجليزية)